# Dobra (valuta)
 For alternative betydninger, se Dobra. (Se også artikler, som begynder med Dobra)
Dobra er den gældende møntenhed i São Tomé og Príncipe. Den forkortes lokalt Db og den internationale valutakode er STD. En dobra kan underinddeles i 100 cêntimos, men på grund af inflation bruges cêntimos ikke længere. Dobraen blev indført i 1977 hvor den erstattede escudo i forholdet 1:1.
São Tomé og Príncipe indgik i 2009 en aftale med Portugal som bandt dobra til euro, og fra 1. januar 2010 har kursen været fast med 1 EUR = 24500 STD.
Der er mønter med værdierne 100, 250, 500, 1000 og 2000 dobra, og sedler med værdierne 5000, 10.000, 20.000, 50.000 og 100.000 dobra.